# Liocheles oranghutan
Espèce
Liocheles oranghutan est une espèce de scorpions de la famille des Hormuridae.

## Distribution
Cette espèce est endémique de Sumatra en Indonésie. Elle se rencontre dans la province de Sumatra du Nord dans une grotte vers Bukit Lawang.

## Description
Le mâle holotype mesure 34,8 mm.

## Étymologie
Le nom de cette espèce fait référence à l'Orang-outan de Sumatra (Orang Hutan en Malais), vivant dans la région où cette espèce a été découverte.

## Publication originale
- Ythier & Richard, 2020 : « Description of a new cave-dwelling species of Liocheles Sundevall, 1833 (Scorpiones: Hormuridae) from Sumatra. » Revista Ibérica de Aracnología, no 37, p. 159-164.